# Jarell Martin
Jarell Martin (Baton Rouge, 24 maggio 1994) è un cestista statunitense.

## Carriera
È stato selezionato dai Memphis Grizzlies con la 25ª scelta assoluta nel Draft NBA 2015.

## Palmarès

### Squadra
- Campionato israeliano: 1

Maccabi Tel Aviv: 2022-2023
- Coppa di Lega israeliana: 1

Maccabi Tel Aviv: 2022

### Individuale
- Louisiana Mr. Basketball (2013)
- McDonald's All-American (2013)